# Интерфронт Донбасса

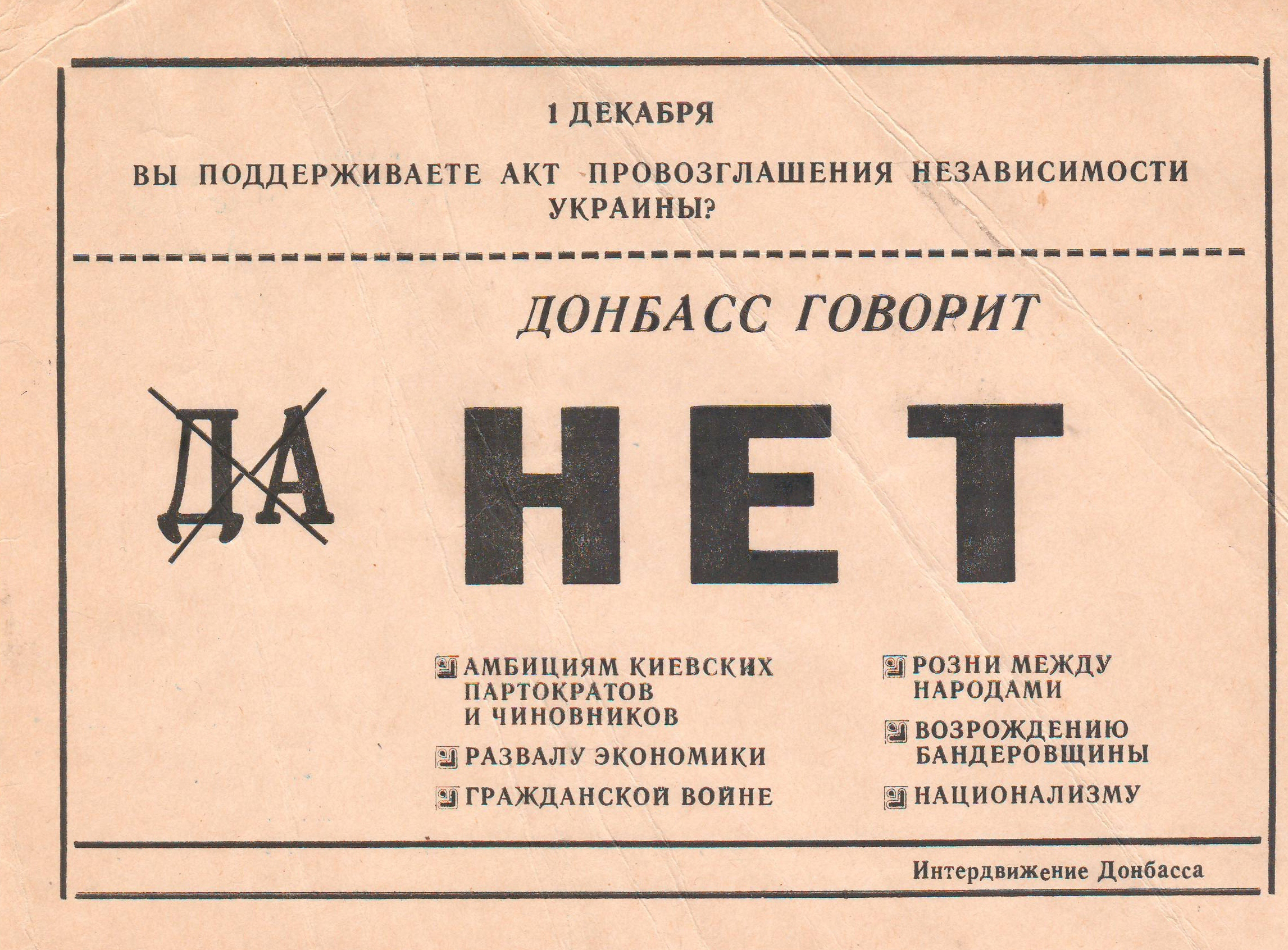
Подпольная листовка Интердвижения Донбасса против независимости Украины, 1991 год

Интернациональное движение Донбасса, сокращённо Интердвижение или ИДД (укр. Інтернаціональний Рух Донбасу, Iнтеррух, IРД), более известное как Интерфронт Донбасса (Інтерфронт Донбасу), — общественно-политическая организация, действовавшая на территории Донецкой и Луганской областей УССР, а затем Украины.

## История
Интернациональное движение Донбасса было создано в период распада СССР по аналогии с созданными в Молдавии и прибалтийских советских республиках подобными организациями (Интернациональное движение трудящихся Эстонской ССР, Интернациональное движение трудящихся Латвийской ССР, Движение за равенство прав «Унитате-Единство» Молдавской ССР, Движение «Единство» Литовской ССР). По утверждениям бывшего генерала КГБ СССР Олега Калугина, такие движения были созданы в противовес новосозданным национальным движениям, в частности Народному фронту Эстонии, Народному фронту Латвии, Саюдису, Народному фронту Молдовы, Народному руху Украины и др. Однако на Донбассе, в отличие от балтийских республик и Молдавии, это движение было малочисленным.
Создано 18 ноября 1990 года. В Центральный Совет ИДД вошли Дмитрий Корнилов, Виталий Заблоцкий, Виталий Хомутов, Ольга Маринцова, Евгений Маслов и Игорь Сычёв. Основным направлением деятельности ИДД была борьба за сохранение СССР и недопущение выхода Украинской ССР из Советского Союза. Сопредседателями стали Д. Корнилов и В. Заблоцкий, затем остался один Корнилов.
После получения Украиной независимости в 1991 году основной деятельностью Интердвижения стала защита интересов края в новых условиях. По мнению Дмитрия Корнилова и его товарищей, чтобы сохранить самобытность региона, необходимо было остановить насильственную украинизацию, а для смягчения противоречий в разнородной стране Украину стоило превратить в федерацию, где Донбасс будет относительно независим от Киева. С этой целью проводились различные уличные акции, выпускались листовки, в частности началось активное исследование и напоминания в СМИ о Донецко-Криворожской Республике 1918 года.
Весной 1992 года была создана Молодежная лига Интердвижения (председатель Александр Дмитриевский, секретарь Юлий Федоровский).
В начале 1990-х годов одним из участников организации был Юрий Грымчак.
Дмитрий Корнилов в 1995 году передал пост председателя ИДД журналисту Сергею Чепику. В начале 21 века деятельность ИДД постепенно сошла на нет.

## Деятельность
До провозглашения независимости Украины одним из направлений деятельности ИДД стала борьба за сохранение СССР, а затем борьба за языковое равноправие на Украине и её федерализацию.

## Символика
Флаг Донецкой Народной Республики восходит к триколору, созданному активистами ИДД. Именно они придумали красно-сине-чёрный триколор, добавив к цветам флага советской Украины чёрную полосу, что символизирует уголь Донбасса. Это был своеобразный ответ донецких автономистов на распространение[прояснить] сине-жёлтого украинского флага и красно-чёрного флага украинских националистов — сторонников независимости Украины. Широкая публика впервые увидела «донбасский триколор» 8 октября 1991 года на митинге в областном центре. Позднее этот флаг в перевёрнутом виде позаимствовала организация «Донецкая республика».